# Borgo San Giovanni
Borgo San Giovanni är en ort och kommun i provinsen Lodi i regionen Lombardiet i Italien. Kommunen hade 2 437 invånare (2018).